# Анікєєнко Віталій Сергійович
Віталій Анікєєнко (рос. Виталий Аникеенко; нар. 2 січня 1987, Київ — пом. 7 вересня 2011, Ярославль) — український та російський хокеїст, що грав на позиції захисника.

## Ігрова кар'єра
Вихованець київської хокейної школи «Крижинка».
Хокейну кар'єру розпочав 2005 року виступами за команду «Локомотив» (Ярославль).
2005 року був обраний на драфті НХЛ під 70-м загальним номером командою «Оттава Сенаторс».
Протягом професійної клубної ігрової кар'єри, що тривала 7 років, захищав кольори команд «Локомотив» (Ярославль), «Металург» (Новокузнецьк).

## Загибель
7 вересня 2011 під час виконання чартерного рейсу за маршрутом Ярославль—Мінськ сталася катастрофа літака Як-42 внаслідок чого загинуло 43 особи з 45-и (після авіакатастрофи вижило лише двоє — хокеїст Олександр Галімов та бортінженер Олександр Сізов, які у важкому стані були госпіталізовані до міської лікарні Ярославля), серед загиблих також був і Віталій Анікєєнко.

## Статистика

### Клубні виступи
| Сезон   | Клуб                      | Ліга  | Регулярний сезон | Регулярний сезон | Регулярний сезон | Регулярний сезон | Регулярний сезон | Плей-оф | Плей-оф | Плей-оф | Плей-оф | Плей-оф |
| Сезон   | Клуб                      | Ліга  | І                | Г                | П                | О                | ШХ               | І       | Г       | П       | О       | ШХ      |
| ------- | ------------------------- | ----- | ---------------- | ---------------- | ---------------- | ---------------- | ---------------- | ------- | ------- | ------- | ------- | ------- |
| 2005–06 | «Локомотив» (Ярославль)   | Росія | 26               | 0                | 1                | 1                | 28               | 1       | 0       | 0       | 0       | 0       |
| 2006–07 | «Локомотив» (Ярославль)   | Росія | 25               | 1                | 2                | 3                | 16               | 3       | 0       | 0       | 0       | 12      |
| 2007–08 | «Металург» (Новокузнецьк) | Росія | 10               | 1                | 1                | 2                | 10               | —       | —       | —       | —       | —       |
| 2007–08 | «Локомотив» (Ярославль)   | Росія | 40               | 4                | 9                | 13               | 48               | 16      | 0       | 0       | 0       | 20      |
| 2008–09 | «Локомотив» (Ярославль)   | КХЛ   | 40               | 2                | 9                | 11               | 44               | 19      | 0       | 2       | 2       | 10      |
| 2009–10 | «Локомотив» (Ярославль)   | КХЛ   | 52               | 7                | 11               | 18               | 50               | 9       | 1       | 0       | 1       | 8       |
| 2010–11 | «Локомотив» (Ярославль)   | КХЛ   | 52               | 5                | 14               | 19               | 79               | 3       | 0       | 2       | 2       | 4       |
| Разом   | Разом                     | Разом | 101              | 6                | 13               | 19               | 102              | 20      | 0       | 0       | 0       | 32      |

### Збірна
| Рік              | Команда          | Турнір           | Місце            |    | І | Г | П | О  | ШХ |
| ---------------- | ---------------- | ---------------- | ---------------- | -- | - | - | - | -- | -- |
| 2003             | Росія            | ЮЧС 18           | 3                | 6  | 0 | 0 | 0 | 4  |    |
| 2005             | Росія            | ЮЧС 18           | 5-е              | 6  | 1 | 1 | 2 | 12 |    |
| 2007             | Росія            | МЧС              | 2                | 6  | 0 | 1 | 1 | 10 |    |
| Молодіжна збірна | Молодіжна збірна | Молодіжна збірна | Молодіжна збірна | 18 | 1 | 2 | 3 | 26 |    |